# Máquina Lisp

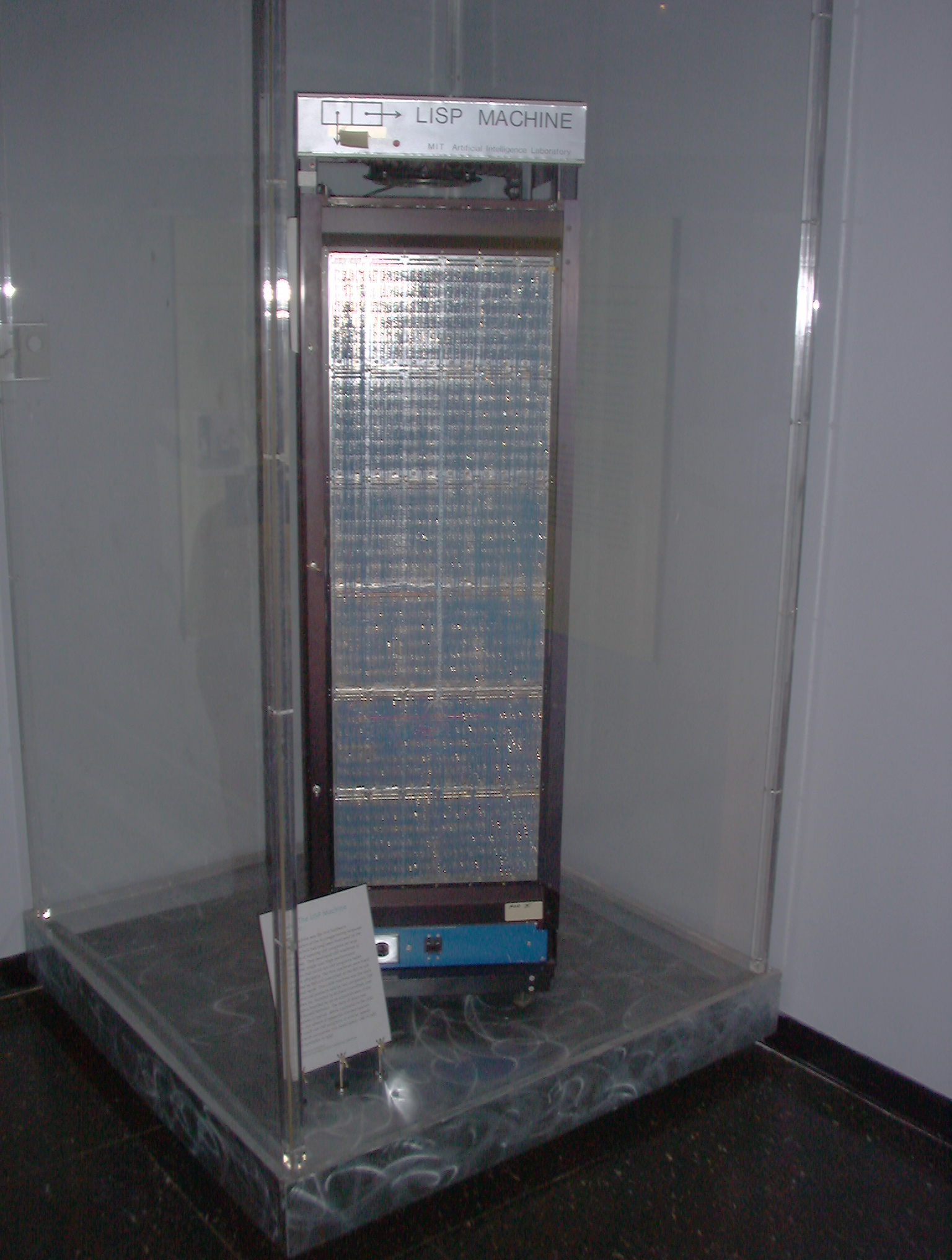
A máquina lisp preservada pelo museu do MIT.

Máquina Lisp (Lisp machine) foi o computador de uso geral projetado (até mesmo com o hardware) para rodar eficientemente programas escritos em Lisp.